# Група Пасіфе

Діаграма показує орбіти та розміри супутників групи Пасіфе. Горизонтальна вісь діаграми ілюструє приблизну відстань від Юпітера, вертикальна вісь діаграми — нахил орбіти, величина круга — розмір супутника.

«Група Пасіфе» (англ. Pasiphaë group) — група нерегулярних супутників Юпітера, які мають близькі орбіти та, імовірно, спільне походження. Назву групи утворено від найбільшого супутника групи — Пасіфе.
Супутники групи обертаються на відстанях від 22,8 до 24,1 млн км від Юпітера, подібні до групи Карме; нахил їх орбіт становить від 144,5 до 158,3 градусів, ексцентриситети — від 0,25 до 0,43.

## Склад групи
Порядок супутників у групі:
| Назва               | Дівметр (км) | Період (дні) | Примітки                               |
| ------------------- | ------------ | ------------ | -------------------------------------- |
| Пасіфе              | 58           | –743.61      | головний і найбільший супутник у групі |
| Сінопе              | 38           | –758.85      | червоний колір                         |
| Калліррое           | 7            | –758.87      | червонуватий колір                     |
| Мегакліте           | 6            | –752.86      | червонуватий колір                     |
| Автоное             | 4            | –761.00      |                                        |
| Еврідоме            | 3            | –717.31      |                                        |
| Спонде              | 2            | –748.29      |                                        |
| Гегемоне (супутник) | 3            | –739.81      |                                        |
| Аойде (супутник)    | 4            | –761.42      |                                        |
| Кіллене (супутник)  | 2            | –751.97      |                                        |
| Коре                | 2            | –776.76      |                                        |
| S/2011 J 2          | 1            | –718.32      |                                        |
| Філофросіне         | 2            | –702.54      |                                        |
| S/2017 J 1          | 2            | –756.41      |                                        |
| S/2017 J 6          | 2            | –733.99      |                                        |
| S/2003 J 4          | 2            | –718.10      |                                        |
| S/2003 J 23         | 2            | –760.00      |                                        |
| S/2016 J 4          | 1            | –727.01      |                                        |

## Утворення

Діаграми групи Пасіфе (червоний), групи Карме (зелений), і групи Ананке (синій)

Науковці припускають, що силою тяжіння Юпітера було захоплено астероїд діаметром близько 60 км, який і став супутником Пасіфе. Власне група Пасіфе утворилася з астероїда внаслідок низки зіткнень.